# 川崎市立新小倉小学校
川崎市立新小倉小学校（かわさきしりつ しんおぐらしょうがっこう）は神奈川県川崎市幸区新小倉にある公立小学校。

## 概要
- 本校は、新川崎・鹿島田両駅周辺地区の大規模共同住宅が複数整備され、子育て世代を中心に人口の増加が進んでいるため、開校[2]する。なお、本校は、川崎市内では115校目の小学校となり、小杉小学校以来6年ぶり（令和になってから初）の新設校となる[3]。
- 授業は、給食前に5コマを行う「午前5時間授業」を川崎市内の学校では初めて導入する[3]。

## 沿革
- 2020年（令和2年）度 - 学校用地取得し、基本構想・基本計画の策定[2]。
- 2021年（令和3年）度 - 基本設計完了[2]。
- 2022年（令和4年）度 - 実施設計着手[2]。
- 2023年（令和5年）度 - 通学区域及び校名の検討。学校設置条例改正の手続き[2]。
- 2024年（令和6年）
  - 7月31日 - 第1回学校説明会開催[4]。
  - 10月28日 - 第2回学校説明会開催[1]。
  - 11月22日 - 学校ホームページ公開。
  - 年度内 - 学校設置許可申請。開校準備（備品等購入、委託契約締結等）[2]。
- 2025年（令和7年）
  - 2月6日 - この日と翌日の2日間、第3回学校説明会開催[5]。
  - 3月20日 - 校舎落成式挙行[3]。同日午後に、本校に通う予定の児童とその保護者および地域住民を対象にした学校施設内覧会を開催[6]。
  - 4月1日 - 開校。
  - 4月3日 - 特別支援級在籍児童と特別相談を行った児童などを主に対象とした開校前事前見学会を開催[7]。
  - 4月7日 - 開校・最初の始業・第1回入学の各式典挙行[7]。

## 学校教育目標
- 新しい自分をつくる 未来をつくる[1]

## 通学区域と進学先中学校
出典

### 通学区域
- 新小倉2番[4]

### 進学先中学校
- 川崎市立南加瀬中学校

## アクセス
出典
- 川崎市営バス・川崎鶴見臨港バスで、
  - 「小倉下町」停留所から、徒歩3分。
  - 「小倉」停留所から、徒歩6分。
    - 運行系統などの詳細は、川崎市交通局ホームぺージ・川崎鶴見臨港バスホームぺージを参照するか、担当営業所まで問い合わせ。
- JR東日本
  - 南武線
    - 矢向駅から、徒歩16分。
    - 鹿島田駅から、徒歩20分。

  - 横須賀線新川崎駅から、徒歩18分。

## 学校周辺
- JR東日本横須賀線 - 線路は近くを通るが、新川崎駅はやや離れている。
- JR貨物東海道貨物線
- 富士通
- NECネッツエスアイ
- クレストプライ厶レジデンス
  - プロムナード七番街
  - パーク五番街
  - アベニュー参番街
  - アベニュー弐番街
  - アベニュー壱番街